# LesArt.Festival

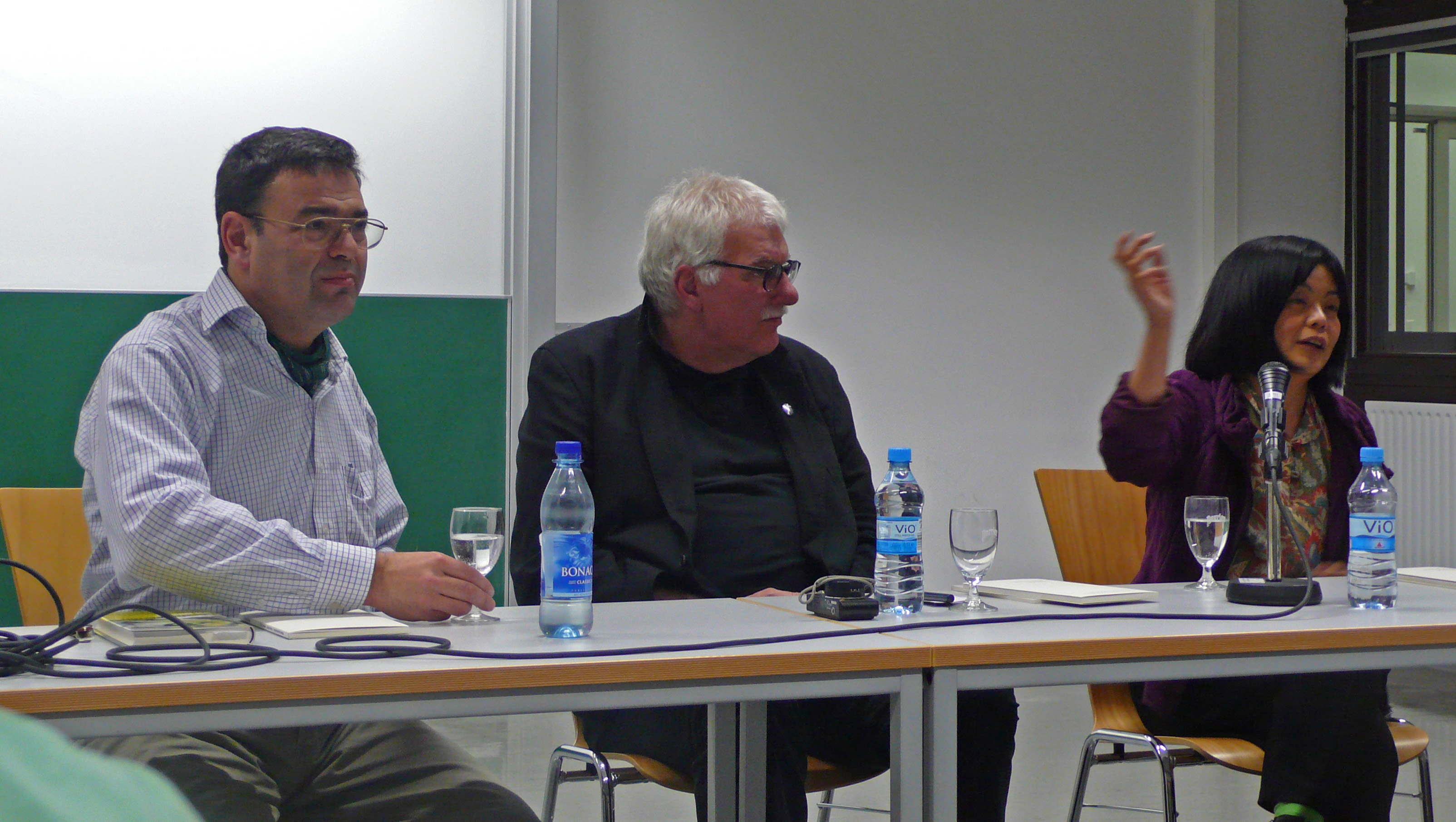
László Márton, Klauspeter Sachau, Yōko Tawada (2010)

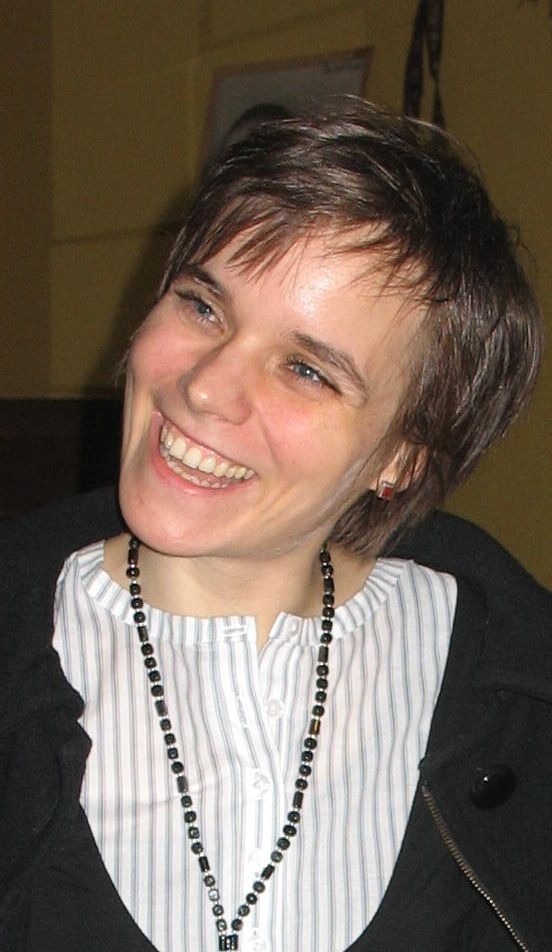
Léda Forgó bei einer Veranstaltung des LesArt.Festivals im Taranta Babu (2008)

Das LesArt.Festival ist ein regionales Literaturfestival in Dortmund, das seit dem Jahre 2000 literarische Werke sowohl von bekannten Autoren als auch des literarischen Nachwuchses vorstellt.

## Durchführung
Regionale und überregionale Experimente sowie die Wechselwirkungen und Überschneidungen von Literatur und anderen Medien und Künsten gehören zum Programm. Beim Festival wird jährlich der LesArt.Preis der Jungen Literatur an schreibende Dortmunder Jugendliche vergeben. Er ist eine Initiative zur Förderung junger literarischer Talente. Das Festival wird vom Verein für Literatur e. V. in Zusammenarbeit mit dem Kulturbüro Dortmund und der Stadt- und Landesbibliothek Dortmund veranstaltet. Künstlerischer Leiter war Klauspeter „Kape“ Sachau († Dez. 2023).
2006 nahmen 2150 Besucher an 14 Veranstaltungen an 6 Orten mit 31 Künstlern/Künstlergruppen teil. 2007 gab es 18 Veranstaltungen an 7 Orten mit 28 Künstlern/Künstlergruppen.

### Lesungsorte
Die Lesungsorte befinden sich in Dortmund. Dazu zählen:
- Theater Fletch Bizzel
- Jazzclub domicil
- Museum am Ostwall
- Haus Schulte-Witten
- Sparkassenhalle Sparkasse Dortmund
- Dietrich-Keuning-Haus
- Umkleidekabine im Westfalenstadion

### Projekte zur Nachwuchsförderung
Jedes Jahr finden drei Projekte zu Förderung des literarischen Nachwuchs statt:
- Dortmunder Kindergärten führen kleine Theaterstücke nach Kinderbüchern auf der Bühne des Theaters Fletch Bizzel auf.
- Der Poetry Slam, der zusammen mit »jugendstil;«, der Landesarbeitsgemeinschaft Jugend und Literatur NRW e. V. und dem Dietrich-Keuning-Haus veranstaltet wird. Die Dortmunder Autoren Grobylin Marlowe und Jürgen Wiersch arbeiten mit Dortmunder Schülern an ihren Texten und ihrer Performance. In der »Nacht der Jungen Literatur« werden die Texte im Theater Fletch Bizzel gelesen.

### LesArt.Preis Preisträger
- 2001 Jörg Albrecht
- 2002 Katharina Bauer
- 2003 Mirko Kussin
- 2004 Ivette Vivien Kunkel
- 2006 Cüneyt Seven und Sylvia Guse
- 2007 Tobias Rauh
- 2008 Benjamin Brand
- 2009 Dennis Maßmann
- 2010 Rainer Holl
- 2011 Nina Portnoy
- 2012 Mathias Märtin
- 2013 Merle Gries
- 2014 Ann-Kristin Hensen
- 2015 Tobias Kreutzer
- 2016 Robin Krick
- 2017 Rabea Gruber
- 2018 Evi Spies
- 2019 Simone Saftig
- 2020 Clara Werdin
- 2021 Lisa Roy
- 2022 Leonard Nadolny
- 2023 Elena Agebo
- 2024 Julia Regnath

## Teilnehmende Literaten
Beim LesArt.Festival Dortmund waren seit 2000 zu Gast:
- Amal al-Jubouri, Jörg Albrecht, Ars Vitalis, Klaus Anders, İlhan Atasoy,
- Atemgold 09, Hugo Egon Balder, Blixa Bargeld, Ben Becker, Meret Becker,
- Kay Berthold, Popette Betancor, Elias Bierdel, Karl-Heinz Bölling,
- Booginess Compose und der Eine …, Charlotte Brandi, Volker Braun, Jürgen Brôcan,
- Thomas Brussig, DJ Philipp Bückle, Zehra Cirak, Franz J. Czernin, Dietmar Dath,
- Gerd Dembowski, Gerd Dudenhöffer, Eva von der Dunk, Fritz Eckenga, Eugen Egner,
- Ulrike Erlhöfer, Gerhard Falkner, Léda Forgó, Fräulein Nina, Franzobel,
- Klaus N. Frick, Heike Geißler, Max Goldt, Lavinia Greenlaw, Matthias Grübel,
- Bettina Gundermann, Eva-Maria Hagen, Elke Heidenreich, Guy Helminger, Gerhard Henschel,
- Annette Hermeling, Ulf Heuner, Wolfgang Hilbig, Roswitha Iasevoli,
- Zoë Jenny, Heike Jordan, Thomas Kade, Hartmut Kasper, Frau Kattke, Birgit Kempker,
- Bodo Kirchhoff, Matthias Koeppel, Barbara Köhler, Urzula Koziol, Claudia E. Kraszkiewicz,
- Manfred Krug, Axel Kühn, Jan Kuhlbrodt, Ivette Kunkel, Jürgen Kuttner, Reinhard Lampe,
- Kathrin Lange, Judith Lehrig-Stampa, Leik Eick, Anton G. Leitner, Michael Lentz,
- PeterLicht, Frau Liebig, Kristof Magnusson, Andreas Maier, Fritz Maldener Trio,
- Bridge Markland, Jürgen von der Lippe, Grobilyn Marlowe, Steffen Mensching,
- Wolfgang Müller, Andreas Neumeister, Désirée Nick, Cees Nooteboom,
- Markus Orth, Kerim Pamuk, Bettina Pfeiffer, Pigor, Eichhorn und der Ulf, Ewa Porschke,
- Thomas Raab, Tobias Rauh, Günter Rückert, Said, Nino Sandow, Wolfgang Schiffer,
- Oliver Maria Schmidt, Martin Schmitz, Erasmus Schöfer, Sabine Schönfeldt, Frank Schorneck,
- Margit Schreiner, Christa Schuenke, Martin Semmelrogge, Michael Steffens, Jens Karsten Stoll,
- Heinz Strunk, Johann P. Tammen, Suleman Taufiq, Ralf Thenior, Ensemble Tityre, Thomas Tonn,
- Kevin Vennemann, Petra Vesper, Nike Wagner, Ambros Waibel, Jahida Wehbe, Ellen Widmaier,
- Jürgen Wiersch, Rokko Wiersch, Rolf Zacher, Joachim Zelter, Ulf Erdmann Ziegler u. a. m.